# Arijanet Muric
Arijanet Anan Muric (ur. 7 listopada 1998 w Schlieren) – kosowski piłkarz czarnogórskiego pochodzenia występujący na pozycji bramkarza w angielskim klubie Ipswich Town oraz w reprezentacji Kosowa. Wychowanek Grasshoppers, w trakcie swojej kariery grał także w takich zespołach jak Manchester City, NAC Breda, Nottingham Forest, Girona, Willem II, Adana Demirspor oraz Burnley. Młodzieżowy reprezentant Czarnogóry.